# Annie, I'm not your daddy
Annie, I’m not your daddy is een single van Kid Creole & the Coconuts. Het is afkomstig van hun album Tropical gangsters. De titel verwijst naar de ontkenning dat Kid Creole (August Darnell) de vader zou zijn van Annie. De thematiek is gelijk aan Michael Jacksons Billie Jean en min of meer ook Shame and scandal. Kid Creole beschuldigt de “moeder” in kwestie, van ontrouw. Klonk Jacksons versie dreigend, hier blijft het vrolijk.
De elpeetrack duurt 3 minuten langer dan de singleversie, mede door een lange trombonesolo.

## Hitnotering
Annie stond acht weken in de Britse Single Top 50 met als hoogste notering “2”.

### Nederlandse Top 40
| Positie: | 16 | 8 | 4 | 3 | 3 | 6 | 14 | 27 | 38 | uit |

### NederlandseMega Top 50
| Positie: | 7 | 9 | 5 | 4 | 6 | 5 | 12 | 23 | 26 | 47 | uit |

### BelgischeBRT Top 30
| Positie: | 28 | 8 | 5 | 5 | 6 | 4 | 6 | - | 27 | uit |

### VlaamseUltratop 30
| Positie: | 22 | 9 | 5 | 5 | 4 | 4 | 6 | 20 | 30 | uit |

### NPO Radio 2 Top 2000
Annie, I'm Not Your Daddy stond alleen in 1999 in de NPO Radio 2 Top 2000, op plek 1833.